# Försvarsväsendets verkstadsnämnd
Försvarsväsendets verkstadsnämnd inrättades 1940 och fick ansvaret för en mängd statliga tillverknings och underhållsverksamheter. Nämnden verkade endast under en kort tid, och redan 1943 omorganiserades hela verksamheten och gav grunden till Försvarets Fabriksverk (FFV).

## Verksamheter inom Försvarsväsendets verkstadsnämnds ansvarsområde
- Signalverkstaden i Sundbyberg (SIS). Överfördes till Arméförvaltningen då Försvarsväsendets verkstadsnämnd avvecklades.